# 信太巻
信太巻（しのだまき）は、油揚げを開いて、野菜、魚介のすり身、肉、豆腐などいろいろな食材を巻いた食品。また、蒲鉾の表面を油揚げで覆った魚肉練り製品。
そのまま煮物として、またおでんだねなどにも用いられる。

## 名前の由来
油揚げを使った料理は信太・信田（発音は共にしのだ）と呼ばれる事がある。
これは狐の好物が油揚げだという伝承と、信太の森の狐の伝説（「葛の葉」の項参照）にちなんだものである。